# African-American Film Critics Association Awards 2008
6. ročník udílení African-American Film Critics Association Awards se konal dne 19. prosince 2008.

## Vítězové

### Žebříček nejlepších deseti filmů
1. Temný rytíř
2. Milionář z chatrče
3. Podivuhodný případ Benjamina Buttona
4. Tajný život včel
5. Cadillac Records
6. Buffalo Soldiers: Odvaha a přátelství
7. Milk
8. Sedm životů
9. Pochyby
10. Iron Man

### Další kategorie
- Nejlepší herec: Frank Langella – Duel Frost/Nixon
- Nejlepší herečka: Angelina Jolie – Výměna
- Nejlepší režisér: Danny Boyle – Milionář z chatrče
- Nejlepší film: Temný rytíř
- Nejlepší herec ve vedlejší roli: Heath Ledger – Temný rytíř
- Nejlepší herečka ve vedlejší roli: Viola Davis – Pochyby